# Kirkville (Iowa)
Pour les articles homonymes, voir Kirkville.
Kirkville est une ville, du comté de Wapello, en Iowa, aux États-Unis. Elle est fondée en 1848 et incorporée le 2 décembre 1883.

## Source de la traduction
- (en) Cet article est partiellement ou en totalité issu de l’article de Wikipédia en anglais intitulé « Kirkville, Iowa » (voir la liste des auteurs).